# Ham-sous-Varsberg
Ham-sous-Varsberg (Duits: Ham unter Varsberg ) is een gemeente in het Franse departement Moselle (regio Grand Est). De plaats maakt deel uit van het arrondissement Forbach-Boulay-Moselle. De plaats ligt in de Warndtstreek. Ham-sous-Varsberg telde op 1 januari 2022 2.889 inwoners.

## Geografie
De oppervlakte van Ham-sous-Varsberg bedroeg op 1 januari 2022 6,53 vierkante kilometer; de bevolkingsdichtheid was toen 442,4 inwoners per km².

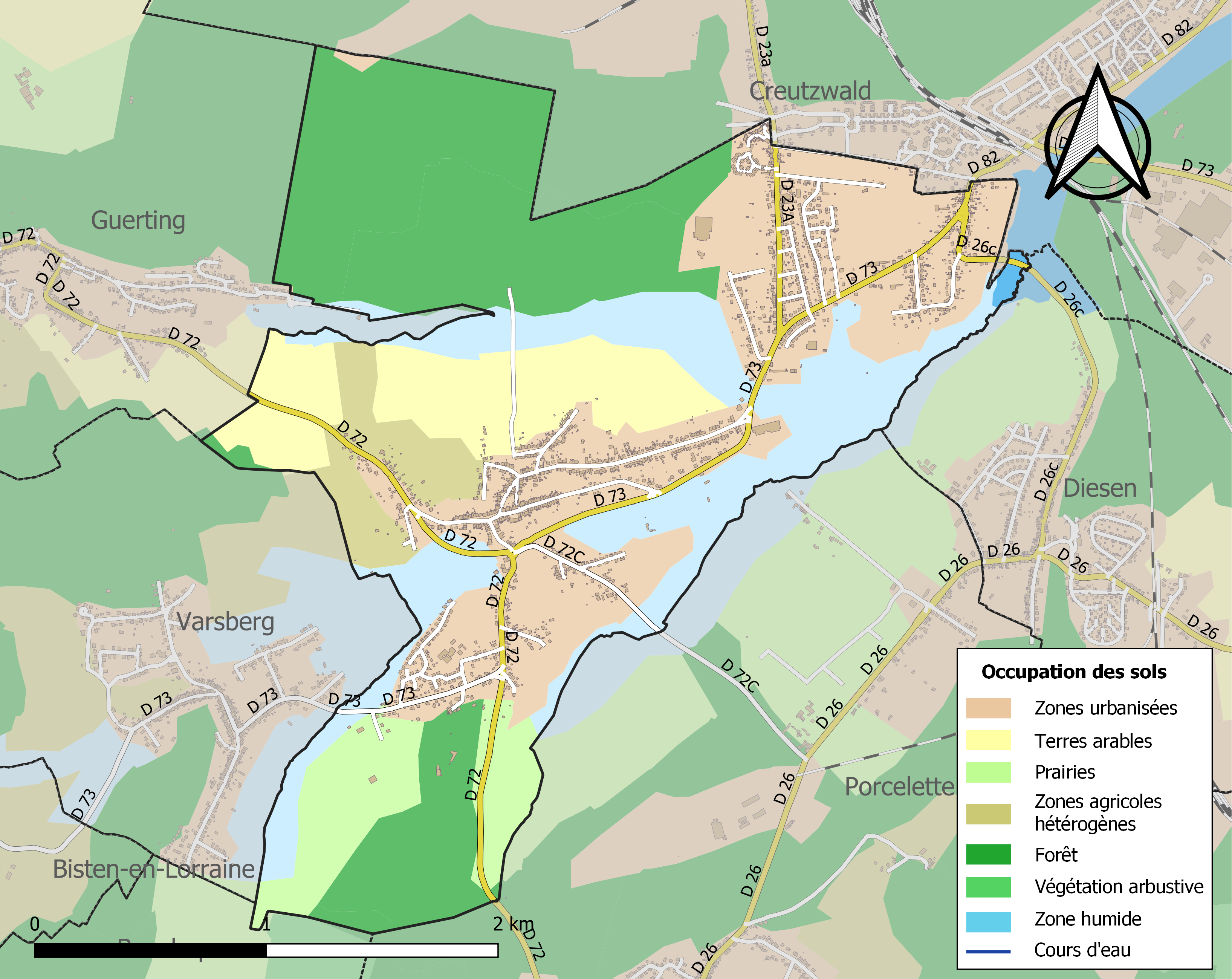
Kaart van de gemeente met de belangrijkste infrastructuur, bodemgebruik en omliggende gemeenten

## Demografie
Onderstaande figuur toont het verloop van het inwonertal (bron: INSEE-tellingen).